# تشارلز دراموند لورانس
تشارلز دراموند لورانس (بالإنجليزية: Charles Drummond Lawrence)‏ هو قاضي أمريكي، ولد في 5 أغسطس 1878 في North Yarmouth, Maine ‏ في الولايات المتحدة، وتوفي في 12 فبراير 1975 في نيويورك في الولايات المتحدة.